# Міай

«А», «Б» — міай для життя чорних.
Білі в «А» — чорні в «Б», і навпаки.

Міай (яп. 見合い - оглядини) — термін з го, що позначає наявність альтернативного рівнозначного ходу для гравця. Якщо суперник займає один з пунктів (пунктів міай) — існує можливість відповісти у інший, і навпаки.
Рівнозначність — головний принцип міай. Ходи в пункти міай мають однакове значення, але можуть трохи відрізнятись за очковою цінністю ходу.